# Babky (Západní Tatry)
Babky (polsky Babki, 1566 m n. m.) jsou hora v Západních Tatrách na Slovensku. Nacházejí se na konci jižní rozsochy Sivého vrchu (1805 m). Na severu sousedí s vrcholem Malá kopa (1637 m), který je oddělen sedlem Babková priehyba (1491 m). Z Babek vybíhají dále tři rozsochy:
- na jihovýchod vybíhá rozsocha Štiavne, směřující přes široké sedlo k nevýraznému vrcholu Sokol (1316 m), za nímž klesá skalní stěnou do Jalovecké doliny
- na jih vybíhá rozsocha Grúň, měnící níže název na Boroviny
- západní rozsocha se po cca 400 m dělí na dvě ramena oddělená dolinou Hôľne:
  - jihozápadní, které klesá přes části zvané Stráž, Roveň a Hrachovisko do sedla Ústie (920 m), za nímž se zvedá poslední vrchol Žiarik (944 m)
  - západní s vrcholem Fatrová (1446 m), kde se dělí na dvě větve: jihozápadní větev Opálenice a severozápadní větev Opáleniku, kterou Kamenný žľab opět dělí na Dobšový grúň končící vrcholem Vyšná kopa a Kamenný grúň s vrcholem Nižné Haldy

Masív Babek se rozkládá mezi dolními partiemi Suché doliny na západě a Jalovecké doliny na východě. Z jihu pod něj zabíhá nevelká Šanková dolina, zvaná též Dolina Starej vody, ohraničená hřbety Stráž a Grúň. Na východ od hřbetu Grúň se nachází Dolina pod Štiavnem, jejímž prodloužením je žleb Uhlisko.
Babky jsou budovány převážně uhličitanovými horninami, v menší míře také slepenci a pískovci. Do určité míry se zde vyvinuly krasové jevy, zejména pak v hřbetu Opálenice, kde se nachází jeskyně Dúpnica, Medvedia jaskyňa a Biela jaskyňa.
Severozápadním směrem od vrcholu Babek se nacházelo nevelké Babkové pliesko. V roce 1945 přestalo existovat, když výbuch granátu poškodil dno.

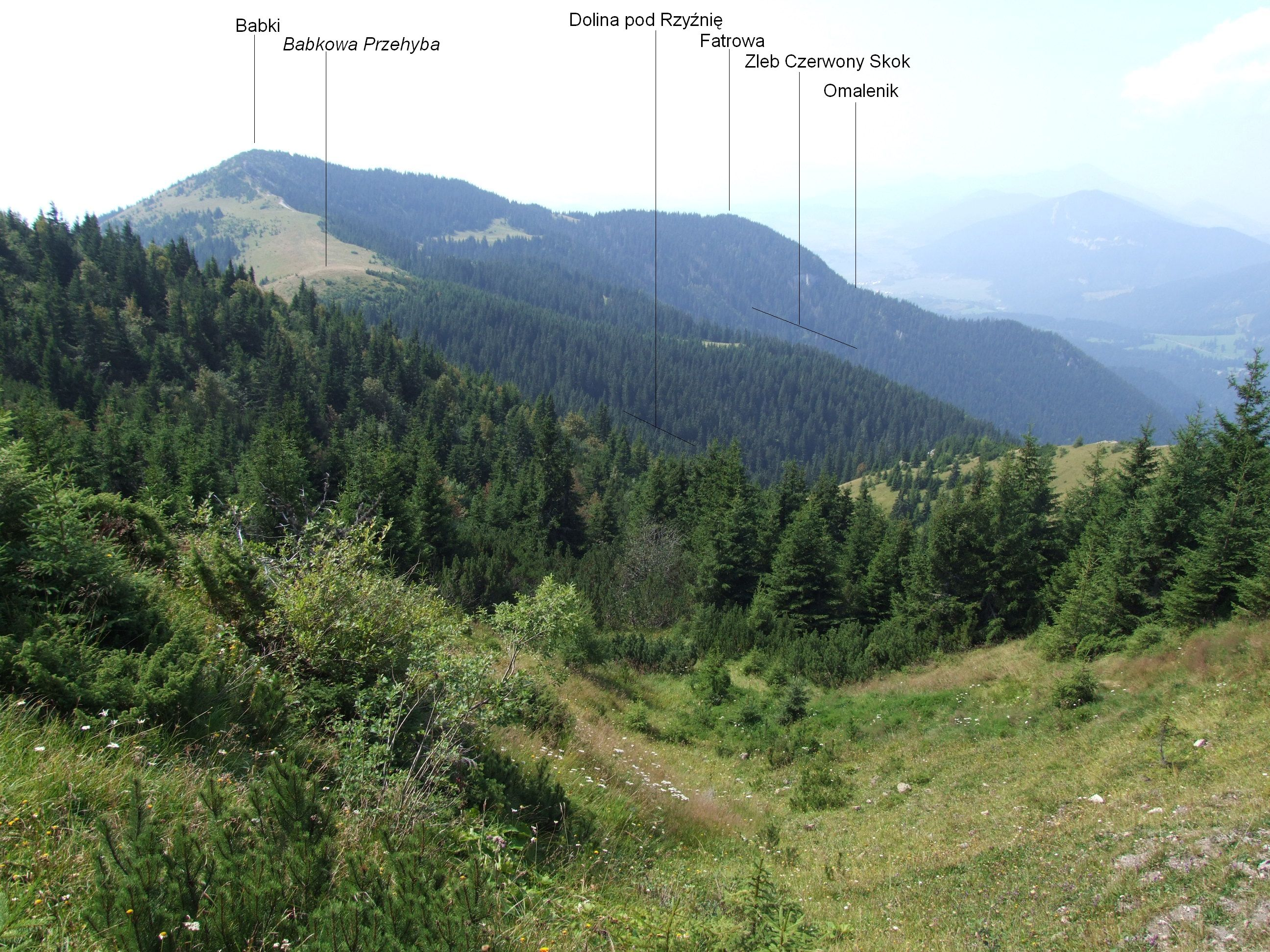
Babky ze sedla Predúvratie

## Přístup
- po zelené  turistické značce ze sedla Predúvratie
- po zelené  turistické značce z rozcestí Pod Babkami